# Demiroluk, Kadınhanı
Demiroluk là một xã thuộc huyện Kadınhanı, tỉnh Konya, Thổ Nhĩ Kỳ. Dân số thời điểm năm 2011 là 412 người.